# 아추랑 콩콩
아기단추 아추랑 콩콩은 대교어린이TV의 어린이 프로그램이다. 2002년 3월 1일부터 2004년 9월까지 방영했다. 동요와 율동을 배우는 어린이 프로그램이다.

## 등장인물
- 아추 성우: 조영미
- 두두 배우: 최인경
- 뽀뽀 성우: 이상헌